# Vito Campanella
Vito Campanella (Monopoli, 17 de octubre de 1932 - Buenos Aires, 26 de diciembre de 2014) fue un pintor italiano, residente en Argentina. Su obra es predominantemente de estilo surrealista, siendo uno de los artistas más destacados de ese movimiento.

## Biografía
Vito Campanella nació en Monopoli, provincia de Bari, Italia, el 17 de octubre de 1932. Comenzó a pintar a los 22 años, aunque desde muy pequeño asistió a las escuelas de arte de su ciudad natal, en medio de las angustias y los sufrimientos causados por los conflictos armados de la Segunda Guerra Mundial. Estos hechos tendrían mucha influencia luego en su expresión artística.
A los 16 años, el joven Campanella fue seleccionado para crear un mural en la iglesia de su pueblo natal y poco después ganó en Nápoles el premio “Pintura delle Regione”. En 1952, con apenas 20 años, fue invitado a exponer en el Salón Anual de Bari, viajando luego a la bella ciudad de Florencia, donde participó en diversas actividades culturales y comenzó a transitar su camino estético a través del arte abstracto, el arte pop y la geometría, hasta encontrarse con su estilo definitivo, el surrealismo.

### Campanella y el surrealismo
Más tarde, gracias al escultor G. Rossi, se produjo el encuentro con quien definiera finalmente su pintura: el maestro Giorgio De Chirico, fundador del movimiento Scuola Metafísica, artífice de la relación de Campanella con esta corriente filosófica. En Roma, conoció a Salvador Dalí, que se convirtió en un importante referente para Campanella dentro del surrealismo. Durante un período se radicó en Milán, y tomó clases de anatomía en la Escuela de Bellas Artes de la renombrada Academia de Brera, adquiriendo los conocimientos de armonía y proporción del cuerpo humano que luego se verían reflejados ampliamente en su obra.
Allí comenzó a interesarse por los movimientos de la pintura latinoamericana y argentina de los años 1950 y decidió reunirse con su familia, ya radicada en la Argentina, sin dejar de lado sus lazos con Europa. Es así que participó en el Salón Metamorfosis del Grand Palais de Champs-Élysées y el Salón d'Autumne Vallambreuse, ambos en París.

### La etapa argentina
El año 1962 marcó su dedicación completa al arte. Ya instalado en la Argentina, realizó varias series importantes como "Unicornios" y "Alquimia", plenas de significados esotéricos y la célebre "Músicos Cósmicos". Sus obras se exhibieron en la IX Exposición Internacional de Dibujos Joan Miró, la XII Exposición Internacional de Pintura en la Riviera francesa, la II Exposición Internacional de Pintura IAG en Atenas y el Show Argentino de Pintores Surrealistas en Buenos Aires. 
En 1976 obtuvo el premio Palma de Oro de la Exposición Internacional, realizada en Montecarlo, y pocos años después, un Premio de Arte Contemporáneo en Lyon. Un clásico de la literatura gauchesca argentina, Martín Fierro, inspiró obras maravillosas y el Correo Central Argentino emitió un sello dibujado por Vito Campanella. A estos trabajos destacados siguieron otras series fascinantes como "Mitología griega" (Buenos Aires), "Huevo" (São Paulo) y otras exhibidas en París y Atenas. En la serie “Bíblica” representó la Tierra Santa y en París, donde fue designado miembro honorario de la Asociación Artistas Plásticos Franceses, creó “Centauros”.
Los años 1980 fueron muy fructíferos. Recibió el Premio Deloye en París y fue ordenado Caballero de la República Italiana. Sus pinturas se exhibieron en Montevideo, el Museo Contemporáneo de Arte de Tokio y el Salón Freud de Jerusalén. Su "Homenaje a Leonardo da Vinci”, creado en Europa, fue aclamado en Italia y Brasil. De esa época data la impactante serie "Mujer... Mujeres". En los años siguientes, ilustró tarjetas de felicitaciones para UNICEF, realizó una retrospectiva de sus obras en una galería importante de Buenos Aires y más tarde en el Museo Provincial de Bellas Artes de Paraná, Entre Ríos, donde dictó varias clases magistrales. Charles André Rousseau lo invitó a formar parte del libro “Cent signatures”, que reúne a los 100 artistas plásticos más destacados a nivel internacional.
Continuó exponiendo: en el Salón Arts for Humanity en Bagdad (Irak), la Galleria degli Uffizi, en Florencia (Italia), el Salón de Arte Contemporáneo Arte Roma (Italia). el Salón Arte Expo NY (Nueva York) y el Salón New Masters de Miami (EE. UU.). En 1992, participó en muestras del Salón Bretón de Surrealismo de Lyon (Francia), la Galería Mitsukoshi de Tokio (Japón) y otras exhibiciones en Aspen, Colorado (EE. UU.) y Montecarlo (Mónaco). Fue nombrado académico de Bellas Artes de la Academia de Estudios de Liguria (Génova, Italia) y Comandante de la Orden San Jorge y Santa Rosa de América por el Parlamento Internacional para la Seguridad y la Paz. Más tarde, el Museo Municipal de Bellas Artes de La Plata (provincia de Buenos Aires) expuso una retrospectiva importante y el gobierno argentino premió en varias oportunidades sus logros artísticos. Recibió el Premio Lorenzo el Magnífico de la Modern Bienal de Arte de Florencia (Italia) donde fue designado Miembro Honorario de la Asociación Artistas Florentinos. Expuso sus pinturas en la Gallerie de la Cathédrale (Mónaco), ArteBA (Buenos Aires), la Art Expo NY (Nueva York), Art Chicago (Illinois, EE. UU.), el Salón de Arte Sacro (Siracusa, Italia) y en Luxemburgo, donde pintó un mural excepcional.

### ElsigloXXI
Vito Campanella fue invitado de honor en ARTECLASICA Buenos Aires en 2005, y ese mismo año, el Senado Argentino galardonó sus logros culturales. Un año más tarde, Vito Campanella se convirtió en miembro vitalicio de la Unión de Cóndores de América.
En la Sociedad Argentina de Escritores (SADE Sede Central) junto al artista plástico.        Battistelli Mauricio   dio una conferencia intitulada Arte y Medicina.
En 2006, la Casa de la Cultura de San Pablo (Brasil) organizó una retrospectiva importante y designó a Campanella miembro de la Academia Brasileña de Arte, Cultura e Historia. En 2007 recibió la Orden del Mérito de Comandante otorgado por la República Italiana y fue nominado Pintor del Año por la revista especializada de la Asociación Borges Proa. 
En 2008, las obras de Campanella se exhibieron en galerías de arte de Estocolmo (Suecia) y San Pablo (Brasil). Después de más de 50 años dedicados a la pintura Vito Campanella es considerado un artista universal, llamado Maestro por el prestigioso diccionario Suizo de Arte “Art Leaders of the World.”
Falleció en la Ciudad Autónoma de Buenos Aires, Argentina, el 26 de diciembre de 2014 y sus restos fueron cremados en el Cementerio Parque Iraola, en la localidad de Hudson, Provincia de Buenos Aires.